# ECO (SRF)

Ehemaliges Logo

ECO war eine Fernsehsendung von Schweizer Radio und Fernsehen, die von 2007 bis 2021 lief. Sie beschäftigte sich mit wirtschaftsbezogenen Themen und wurde jeweils montags auf SRF 1 ausgestrahlt. Seit August 2021 sendet das SRF das Nachfolgeformat ECO Talk, einen wöchentlichen Wirtschaftstalk.

## Inhalt der Sendung
Am Anfang der Sendung wurde etwa eine Minute lang eine Kennzahl aus der Wirtschaft vorgestellt und im Verhältnis zu alltäglichen Dingen gebracht. Die Sendung ging auf wirtschaftliche Hintergründe ein. In den 25 Minuten Sendezeit wurden normalerweise drei Beiträge gezeigt. Üblicherweise gingen zwei der Beiträge auf aktuelle Themen ein. Im dritten Beitrag wurde ein Porträt über eine Person gezeigt, meist über einen Unternehmer.

## Sendeplatz
ECO wurde am 20. August 2007 zum ersten Mal auf SF 1 ausgestrahlt und wurde seither am Montagabend um 22:20 Uhr auf dem gleichen Sender gezeigt. Wiederholt wurde sie dienstags um 11:35 Uhr (SRF 1) und am selben Tag auf SRF info um 8:30 Uhr, 9:30 Uhr und 10:30 Uhr sowie mittwochs um 13:45 Uhr auf 3sat.
Von 2015 bis 2020 wurde die Sendung ECO Talk fünfmal jährlich, jeweils um 22:55 Uhr ausgestrahlt. In die Sendung wurden Schweizer Wirtschaftsvertreter zu einem bestimmten Thema eingeladen.
Im Herbst 2020 kündigte Reto Lipp an, dass ECO im nächsten Sommer eingestellt wird. In der letzten Ausgabe vom 21. Juni 2021 blickte der Moderator in einer Best-of-Sendung auf Zeiten grosser wirtschaftlicher Turbulenzen und die Highlights vergangener Sendungen zurück. Seit August 2021 moderiert Lipp das  Nachfolgeformat Eco Talk, einen wöchentlichen Wirtschaftstalk.

## Moderation und Auszeichnung
Die Sendung wurde von Reto Lipp moderiert, sein Stellvertreter war zuletzt Andi Lüscher. Von 2017 bis 2020 war Patrizia Laeri seine Stellvertreterin.
Bei der Verleihung des Schweizer Fernsehpreises 2010 gewann ECO in der Kategorie «Sendung».